# كريستيان غورديلو
كريستيان غورديلو (بالإسبانية: Cristian Gordillo) هو لاعب كرة قدم مكسيكي، ولد في 22 فبراير 1990 في مدينة مكسيكو في المكسيك. لعب مع نادي خواريز.

## وصلات خارجية
- كريستيان غورديلو على موقع قاعدة بيانات كرة القدم.إي يو (الإنجليزية)
- كريستيان غورديلو على موقع Soccerway.com (الإنجليزية)